# Saffig
Saffig là một đô thị ở huyện Mayen-Koblenz bang Rheinland-Pfalz, phía tây nước Đức. Đô thị Saffig có diện tích 6,96 km².